# Замок Еґеберґ
Замок Еґеберґ — архітектурна пам'ятка Норвегії кінця ХІХ — початку ХХ століття, що побудована в Осло.

## Із історії
Замок побудований на замовлення норвезького бізнесмена й політика Ейнара Егеберга відомим архітектором Хальфданом Берге як родинна оселя.
Турбота про хвору дружину Бригітту стала підставою для масштабної забудови. Будівництво тривало майже три роки й коштувало 12 млн норвезьких крон. Найкращі майстри з Італії виконували в будинку внутрішнє оздоблення. Використовувалися тільки якісні будівельні матеріали: граніт і мильне каміння (поєднання мінерального тальку та сланцю). Необхідним атрибутом будівлі була вежа. Розкіш для того часу — підіймач, побудований спеціально для паралізованої дружини хазяїна.
У 1901 році родина оселилася в замку. Дружина Еґеберґа померла в 1930 році. Чоловік не захотів більше жити в цьому будинку. І через деякий час замок став власністю фірми.

## Загальний вигляд
Замок побудований у стилі епохи Відродження. Розташований у престижному районі Осло. Загальна площа — 1600 кв. м.
У замку два поверхи. На першому поверсі — дві великі зали, вестибюль, кімната для куріння, їдальня, кухня, лоджія з виходом у сад і кабінет. На другому — спальні, гардеробні й ванні кімнати. У вежі розташована більярдна.
Будівля оточена великим і доглянутим парком, має чудовий вигляд на місто й затоку.

## Замок сьогодні
Оригінальна конструкція будівлі змінена. Добудовано ще два поверхи, і вишуканий замок Егеберга перетворився в житловий будинок на 24 квартири.